# AN/SSQ-101
AN/SSQ-101 — американский пассивный направленный одноразовый гидроакустический буй системы ADAR (англ. Air Deployable Active Receiver, сбрасываемый с воздуха активный приёмник), типоразмер А. Предназначен для сброса с самолётов и вертолётов, а также с надводных кораблей.
Представляет собой свободно плавающий акустический приёмник с возможностью переключения акустических диапазонов и передачей принятого акустического сигнала по УКВ-радиоканалу на носитель в реальном времени. Может принимать команды с носителя в диапазоне ДМВ. Основное назначение – приём эхо-сигналов от независимых активных зондирующих импульсов и пассивная локация. Переключатель функций позволяет выбирать одну из трёх глубин и один из двух возможных акустических диапазонов. При разрядке батареи или окончании 6-часового срока функционирования, буй автоматически затапливается.
При попадании буя в воду из днищевой части поплавка опускается на заданную глубину антенная конструкция в виде зонтика с пятью раздвижными алюминиевыми спицами. При разворачивании она образует пятиугольную матрицу из 40 гидрофонов (диаметр матрицы — 5,94 м), по 5 гидрофонов расположены вдоль каждого радиуса, ещё по 3 — вдоль каждой стороны пятиугольника. Путём анализа фазовых сдвигов на гидрофонах система позволяет определять направление сигнала.
Система команд приёмника включает следующие команды:
- Выбор УКВ-радиоканала для передачи данных;
- Включение/выключение радиоканала;
- Режим низкого энергопотребления (питание подаётся только на приёмник команд);
- Выбор акустического диапазна;
- Настройка автоматической регулировки усиления;
- Самодиагностика;
- Затопление.

## Тактико-технические характеристики
- Пусковой контейнер — LAU-126/A[4]
- Длительность функционирования — 4,5–6 часов[4] 6–9 часов[2]
- Вес — 14,1 кг[4] 14,5 кг[2]
- Приёмник команд — одноканальный, ДМВ[4]
- Передатчик — 47 каналов в диапазоне 136–173,5 МГц[2][4]
- Мощность передатчика — 5 Вт[4]
- Диапазон частот гидрофона — 250–1000 Гц[4]
- Глубина погружения гидрофона — 20, 90, 150 м[4]
- Высота сброса — 12–9100 м[2][4]
- Скорость сброса — 0—685 км/ч[2][4]
- Длительность хранения — 5 лет[4]
- Стоимость — 5000$[3]
- Время активации — 6 минут[2]